# Araber-show
I Danmark afholdes årligt tre shows for fuldblodsaraberheste, de såkaldte araber-shows

## Shows
De tre show, der afholdes i Danmark kaldes:
- Det nationale C-show
- Det nationale championatsshow
- Det internationale B-show

### Nationale shows
I de nationale shows kan kun dansk-ejede heste deltage. Heste, som er leaset fra udlandet, kan, mens de opholder sig i Danmark, deltage i de nationale shows.

### Internationale shows
I de internationale shows, inviteres andre lande til at deltage i showet. 

### C-, B- og A-shows
C-shows er de mindste, B-shows større og A-shows de største.
Alle registrerede araberheste har lov til at deltage i C- og B-shows, men for at kunne deltage i et A-show skal man først kvalificere sig. Dette gør man ved at deltage i C- og B-shows, og ved at opnå de krævede placeringer.
For at kvalificere sig til et A-show må hesten opnå en første- til trejdeplads i et nationalt C-show eller den må opnå en første- til femteplads ved et nationalt championatsshow eller et internationalt B- eller A-show.

## Bedømmelsen
Hestene deles op i klasser med hopper og hingste, og derudover deles de også op i forskellige aldersgrupper.
Alle klasserne, med undtagelse af følklasserne, bedømmes på samme måde. I følklasserne er det mest almindeligt, at dommerne nøjes med at oprangere føllene – og altså undlader at give føllene point.
Hestene bedømmes i C- og B-shows af tre dommere, mens man til A-shows bruger flere dommere. 
Hver dommer giver hesten point efter en 1-20-skala.
Hver dommer skal give hesten point for fem forskellige punkter:
- Type
- Hoved og hals
- Overlinie og krop
- Fundament
- Bevægelser

Efter hestens bedømmelse, offentliggøres hver dommers point for hvert af de fem punkter, samt den samlede pointsum.
Hver dommers samlede pointsum for hesten lægges til sidst sammen, og deles med tre, sådan at man får en gennemsnitlig pointsum for hesten.
Hestene tildeles medalje efter hvor høj pointsum de opnår: 
- Bronzemedalje: heste med 65,00 til 74,99 point
- Sølvmedalje: heste med 75,00 til 84,99 point
- Guldmedalje: heste med 85,00 til 100 point

## Championaterne
De to bedste heste fra hver klasse på showet, går videre til championaterne.
Der er fem forskellige championater på et show:
- Følchampionatet (hoppe- og hingsteføl)
- Junior-hoppechampionatet (hopper 1 til 3 år)
- Junior-hingstechampionatet (hingste 1 til 3 år)
- Senior-hoppechampionatet (hopper 4 år og ældre)
- Senior-hingstechampionatet (hingste 4 år og ældre)

### Champion – reservechampion
I hvert championat vælger dommerne en champion, samt en reservechampion.
Dommerne vælger derudover en reserve reservechampion, som ikke vil blive offentliggjort, men som vil blive reservechampion i tilfælde af diskvalifikation af champion eller reservechampion.

## Andre titler
- "Bedste Danskavlede Hest (årstal)"
  - Denne titel går til den danskavlede hest som på showet opnår den højeste pointsum af alle danskavlede heste. Denne titel uddeles på det internationale B-show.

- Showets Højeste Point (årstal)
  - Denne titel går til den hest, som på showet opnår højeste pointsum. Denne titel uddeles på det internationale B-show, samt på det nationale C-show.

- Best In Show (årstal)
  - Denne titel uddeles på det nationale championatsshow.